# ارتومیکسوویریده
ارتومیکسوویریده (نام علمی: Orthomyxoviridae) یا ویروس‌های راست‌مُخاط، خانواده بزرگی از آران‌ای ویروس هستند که شامل ویروس آنفلوآنزای A، آنفلوآنزای B، آنفلوآنزای C، ایزاویروس توگوتوویروس و یک نوع جدید می‌شود. راست‌مخاط‌ها ژنوم RNA پلاریته منفی دارند و RNA پلی مرازی در داخل ویروس دارند که جهت کپی کردن mRNAهای اولیه ضروری می‌باشد. این ویروس‌ها به راحتی جهش پیدا می‌کنند.
سه سرده اول عامل ایجاد بیماری آنفلوآنزا در پرندگان، جانوران و انسان هستند. ساختار ارتومیکسوویروس‌ها نیز دارای یک ژنوم RNA معمولی است.
این ویروس از جمله ویروس‌های دارای پوشش است. مانند بسیاری دیگر از ویروس‌ها، ویروس آنفلوآنزا نیز پوششی دارد که کپسید را احاطه کرده‌است.

## پروتئینهای ویروس
پروتئین‌های ساختمانی ویروس اعمال متعددی دارند. عمل اصلی آن‌ها تسهیل انتقال اسیدنوکلئیک ویروسی از یک سلول به سلول دیگر میزبان می‌باشد. همچنین ژنوم ویروس را از غیرفعال شدن توسط نوکلئازها محافظت می‌کنند.
در اتصال ذره ویروس به سلول میزبان نیز نقش دارند. این پروتئین‌ها به عنوان آنتی ژن‌های ویروسی می‌باشند. علیه این شاخص‌های آنتی ژنی پروتئینی و گلیکوپروتئینی که در سطح ذره ویروسی وجود دارند پاسخ ایمنی ایجاد می‌شود. برخی از پروتئین‌ها سطحی فعالیت خاصی مانند آگلوتیناسون گلبول قرمز توسط هماگلوتینین ویروس آنفلوآنزا دارند. از پاسخ ایمنی علیه پروتئین‌های سطحی ارتومیکسوویروس‌ها جهت ساخت واکسن آنفلوآنزا استفاده می‌شود.